# Ascidae
Famille
Les Ascidae   forment une famille d'acariens Mesostigmata. Elle contient environ 40 genres et 600 espèces.
Les Platyseiinae Evans, 1957 sont inclus.

## Classification
- Adhaerenseius Loots & Theron, 1992
- Anephiasca Athias-Henriot, 1969
- Anystipalpus Berlese, 1911
- Arctopsis Athias-Henriot, 1973
- Arctoseius Thor, 1930 synonymes Tristomus Hughes, 1948 & Arctoseiopsis Evans, 1954
  - Arctoseius (Arctoseius) Thor, 1930
  - Arctoseius (Arctoseiodes) Wilman, 1949
  - Arctoseius (Arctoseiulus) Wilman, 1949
  - Arctoseius (Arctotarseius) Wilman, 1949
  - Arctoseius (Proctoseiella) Athias-Henriot, 1973
- Arrhenoseius Walter & Lindquist, 2001
- Asca von Heyden, 1826
  - Asca (Asca) von Heyden, 1826
  - Asca (Ascoseius) Karg, 1979
- Cheiroseius Berlese, 1916 synonyme Posttrematus Karg, 1981
- Cheiroseiulus Evans & Baker, 1991
- Diseius Lindquist & Evans, 1965
- Ectoantennoseius Walter, 1998
- Gamasellodes Athias-Henriot, 1961
- Hoploseius Berlese, 1914
- Iphidozercon Berlese, 1903
- Iphidonopsis Gwiazdowicz, 2004
- Lasioseius Berlese, 1916
  - Lasioseius (Lasioseius) Berlese, 1916 synonymes Hyattella Krantz, 1962, Borinquolaelaps Fox, 1946, Gnorimus Chaudri, 1975, Indiraseius Daneshvar, 1987 & Neolaspina Halliday, 1995
  - Lasioseius (Criniacus) Karg, 1980
  - Lasioseius (Crinidens) Karg, 1980
- Leioseius Berlese, 1916
- Melichares Hering, 1838 synonyme Mucroseius Lindquist, 1962
- Mycolaelaps Lindquist, 1995
- Neojordensia Evans, 1957
  - Neojordensia (Neojordensia) Evans, 1957
  - Neojordensia (Chantesia) Kandil, 1979
  - Neojordensia (Evansia) Kandil, 1979
- Orolaelaps de Leon, 1963
- Orthadenella Athias-Henriot, 1973
- Platyseius Berlese, 1916 synonyme Episeius Hull, 1918
- Plesiosejus Evans, 1960
- Proctogastrolaelaps McGraw & Farrier, 1969
- Paraproctolaelaps Bregetova, 1977
- Proctolaelaps Berlese, 1923
  - Proctolaelaps (Proctolaelaps) Berlese, 1923:255 synonymes Garmaniella Westerboer & Bernhard, 1963 & Blattilaelaps Womersley, 1956
  - Proctolaelaps (Proctofissus) Karg, 1979
- Protogamasellus Karg, 1962
  - Protogamasellus (Protogamasellus) Karg, 1962
  - Protogamasellus (Protogamasellodes) Evans & Purvis, 1987
- Rettenmeyerius Elzinga, 1998
- Xanthippe Naskrecki & Colwell, 1995
- Xenoseius Lindquist & Evans, 1965
- Zerconopsis Hull, 1918
- Zercoseius Berlese, 1916

Antennoseiinae Karg, 1965
- Antennoseius Berlese, 1916
  - Antennoseius (Antennoseius) Berlese, 1916
  - Antennoseius (Vitzthumia) Thor, 1930

Blattisocinae Garman, 1948 synonymes Aceosejinae Baker & Wharton, 1952 & Aceodrominae Muma, 1961
- Aceodromus Muma, 1961
- Aceoseius Sellnick, 1941 synonyme Aceosejus Chant, 1963
- Africoseius Krantz, 1962
- Blattisocius Keegan, 1944
- Laelaptoseius Womersley, 1960
- Rhinoseius Baker & Yunker, 1964
- Tropicoseius Baker & Yunker, 1964